# Christian Friedrich
Christian Friedrich (ur. 2 czerwca 1981 w Siegen) – niemiecki bobsleista, srebrny medalista mistrzostw świata.

## Kariera
Największy sukces w karierze osiągnął w 2011 roku, kiedy wspólnie z Karlem Angererem, Gregorem Bermbachem i Alexem Mannem wywalczył srebrny medal w czwórkach na mistrzostwach świata w Königssee. Był to jego jedyny medal wywalczony na międzynarodowej imprezie tej rangi. Na podium zawodów Pucharu Świata po raz pierwszy stanął 28 listopada 2010 roku w Whistler, gdzie razem z Angererem zajął drugie miejsce w dwójkach. Nigdy nie wystąpił na igrzyskach olimpijskich.